# Співвісна схема гвинтів

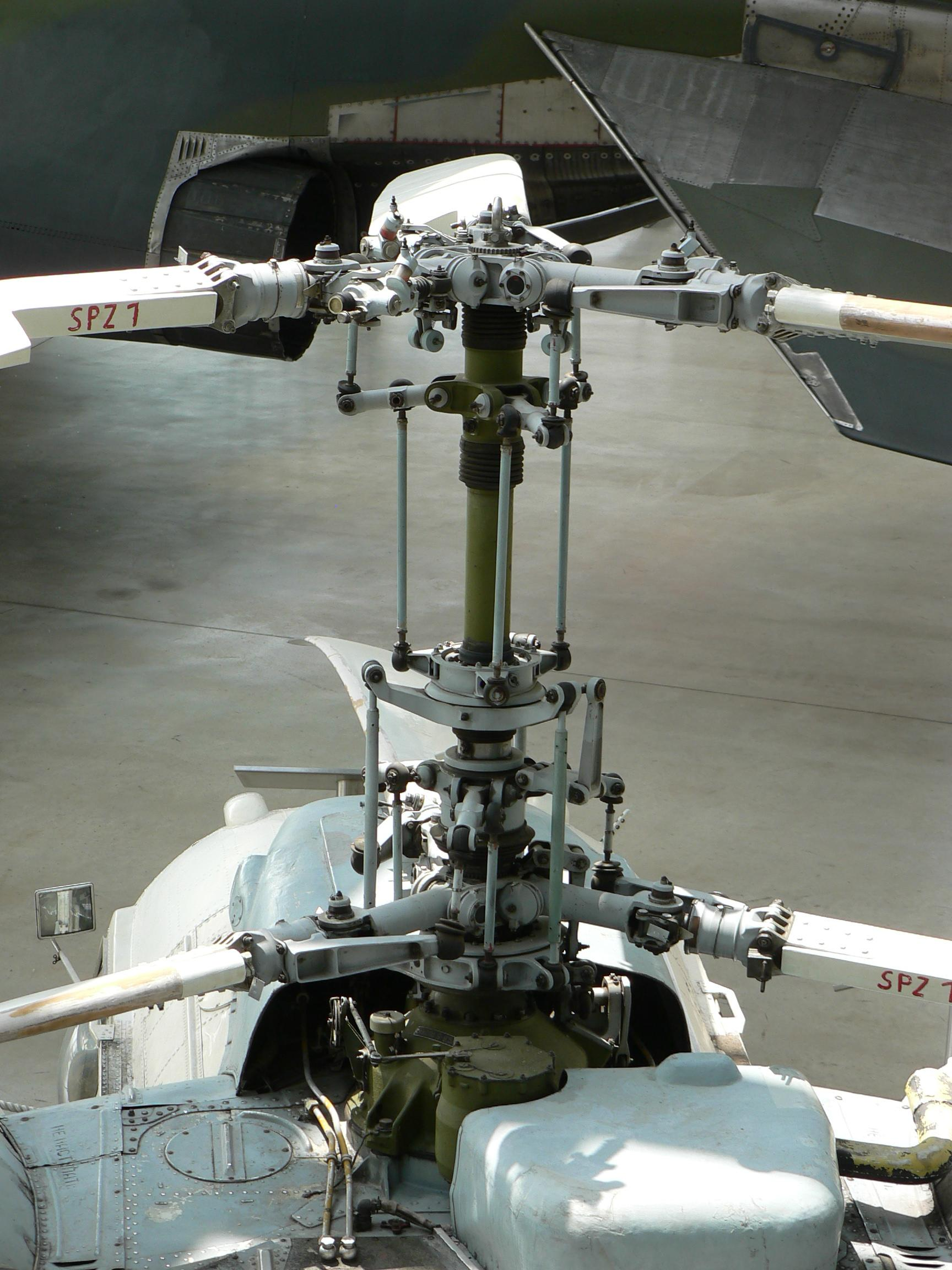
Колонка несучих гвинтів на Ка-26

Співві́сна схема — схема компонування гелікоптерів, при якій пара встановлених паралельно гвинтів обертається в протилежних напрямках навколо загальної геометричній осі. На гвинтокрилих апаратах дозволяє взаємно компенсувати реактивні моменти пари носійних гвинтів, зберігши максимально щільне компонування приводів. Дана конфігурація найбільш широко представлена в серійних вертольотах фірми Камов.

## Опис
Співвісні несучі гвинти дозволяють отримати необхідну силу тяги при відносно невеликому діаметрі несучої системи, оскільки добре використовується площа яка ометається[уточнити переклад], і нижній гвинт підсмоктує додаткове повітря збоку. Вертоліт зі співвісними несучими гвинтами має відносно малі габарити, досить компактний, що спрощує його обслуговування, зберігання, транспортування, розширює сферу застосування. Малі габарити, зменшуючи рознос мас, створюють малі моменти інерції, тому у вертольота великі кутові швидкості обертання і висока маневреність.
Симетричне компонування з мінімальним розносом гвинтів спрощує пілотаж в умовах поривчастого вітру, що особливо цінно при роботі з кораблів або в гірській місцевості. Відсутність громіздкої хвостової балки полегшує пілотування на малих висотах, підвищує безпеку польоту над пересіченою місцевістю, спрощує виконання вимушених посадок. Спрощується перехід на режим авторотації несучих гвинтів і навчання польотам на вертольоті.
Зникнення втрат на привід хвостового гвинта дає можливість зменшити діаметр несучих гвинтів тому, що поліпшується використання потужності двигуна. Зменшення довжини лопатей гвинтів призводить до зменшення ваги конструкції вертольота і збільшення коефіцієнта вагової віддачі (відношення корисного навантаження до польотної ваги). Принципово на співвісному вертольоті можна забезпечити менший рівень вібрацій, якщо навантаження від гвинтів протилежні по фазі. Зниженню рівня вібрацій також сприяє менший діаметр несучих гвинтів, більше число лопатей і відсутність силових валів які проходять через весь фюзеляж.
Однак, у порівнянні з класичною схемою з кермовим гвинтом, співвісна схема набагато складніша в технічному і конструктивному плані. Наявність двох, що проходять один в іншому, співвісних валів і реалізація управління циклічним кроком гвинтів ускладнюють конструкцію трансмісії, підвищують вартість її виробництва і експлуатації. Для безпечної експлуатації співвісних вертольотів слід виключити зіткнення лопатей при будь-яких маневрах — великий рознос гвинтів додатково ускладнює конструкцію і суттєво збільшує висоту вертольота, що особливо помітно при використанні гвинтів з шарнірним кріпленням лопатей.
При високому розташуванні несучої системи, центру ваги вертольота, пружному валу гвинта і шарнірному кріпленні лопатей ускладнюється розв'язання проблеми земного резонансу. Деякі особливості має і флатер лопатей. На співвісних вертольотах важко усунути оборотні вібрації. Нижній несучий гвинт, що працює в потоці верхнього гвинта, має меншу ефективність, тому коефіцієнт корисної дії несучої системи менше, ніж в інших двогвинтових вертольотів.

### Співвісна схема в авіамоделізмі

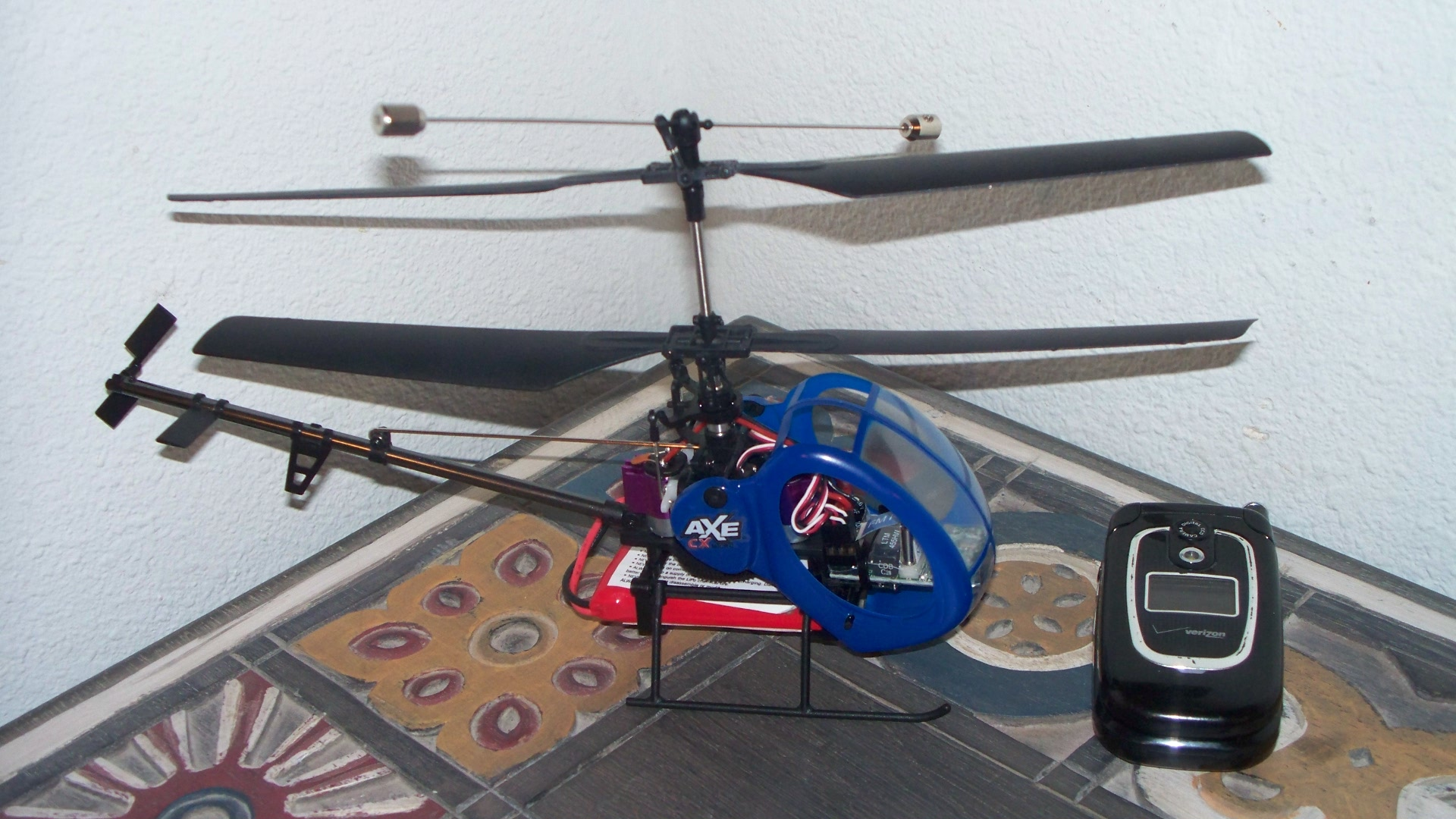
Співвісна авіамодель. Вертикальний хвостовий гвинт декоративний

Спрощена співвісна схема широко застосовується в самих простих і мініатюрних моделях вертольотів. У такій моделі гвинти незалежно управляються за швидкістю обертання, що забезпечує стабілізацію моделі по обертанню і поворот. Політ вперед-назад найчастіше забезпечується невеликим третім горизонтальним хвостовим гвинтом, який регулює перекіс моделі в поздовжньому напрямку.
Даний вид моделей володіє набагато більшою стабільністю в порівнянні з класичною схемою, що робить модель ідеальною для новачків і/або польотів в закритому приміщенні. Але у цієї схеми є мінуси:
- більшість таких моделей мають фіксований крок, що значно спрощує модель, але погіршує керованість моделі за курсом
- неможливість польотів на вулиці у вітряну погоду.

## Хронологія
Співвісний несучий гвинт був відомий задовго до ідеї створення вертольота з рульовим гвинтом.
- У 1754 році Михайло Ломоносов запропонував використати для підйому метеорологічного зонда механізм зі співвісним гвинтом, механізм приводився в рух за допомогою заводної пружини.
- Перший патент на гелікоптер співвісної схеми датовано 1859 роком і належав він британському винахіднику Генрі Брайту.
- У Франції Потон де-Амеркур у 1860 роках побудував модель гелікоптера співвісної схеми з паровим двигуном.[2]
- Ігор Іванович Сікорский робив свої перші кроки у гелікоптеробудуванні у 1900 році саме з прототипів безпілотних гелікоптерів з співвісним гвинтом.[3]
- У 1914 році данець Якоб Еллехаммер спроєктував свій співвісний гелікоптер.
- В Австрії Стефан Петроці побудував декілька співвісних безпілотних гелікоптерів з електромоторами протягом 1917—1920 років.
- Аргентинець Рауль Пескара побудував співвісний гелікоптер у 1919—1920 роках, він мав 4 гвинти, у протилежні боки оберталися пари гвинтів з'єднані по типу біплана[4].
- У 1930 році італієць Corradino d’Ascanio побудував співвісний гелікоптер, керування на якому відбувалося за допомогою серволопатей, аналогічне рішення використано на Kaman HH-43 Huskie.
- Протягом 1930—1936 років було побудовано перший співвісний гелікоптер з автоматами перекосу, він був побудований французами Луї Бреге та Рене Дораном.
- Американець Стенлі Хіллер у віці 18 років побудував перший співвісний гелікоптер XH-44 зі надважкими сталевими лопатями, це сталося у 1944 році.
- У 1945 р. в США здійснив перший польот прототип гелікоптера Bendix Model K[5]. У 1946 компанія також побудувала прототипи Model K та Model J, в них не було хвостових балок.
- У Радянському Союзі перший співвісник побудували у КБ Яковлева, він називався «Виріб Ш» або «Шутка», перший політ відбувся у 1947 році.
- Перший гелікоптер Камова Ка-8 «Іркутянин» піднявся у повітря також у 1947 рік;
- Ка-10 «Іркутянин» — подальший розвиток Ка-8: 1949 рік;
- Ка-15 — перший соосний гелікоптер, випущений великою серією: 1953 рік;
- Ка-18 «Малютка» : 1956 рік;
- Ка-27 — протичовновий гелікоптер : 1956 рік;
- Ка-25: 1961 рік;
- Ка-26: 1965 рік;
- Sikorsky S-69/XH-59: 1973 рік;
- Ка-29: 1976 рік;
- Ка-32: 1980 рік;
- Ка-28: 1982 рік;
- Ка-50 «Чёрная акула» : 1982 рік;
- Ка-126: 1988 рік;
- Ка-37: 1993 рік;
- Ка-32А1: 1995 рік;
- Ка-52 «Алігатор» : 1997 рік;
- Ка-226: 1997 рік;
- Ка-115 «Москвичка»: 1999 рік;
- Ка-137 «Пепелац» : 1999 рік;
- Sikorsky X2: 2008 рік.
- Беркут-ВЛ

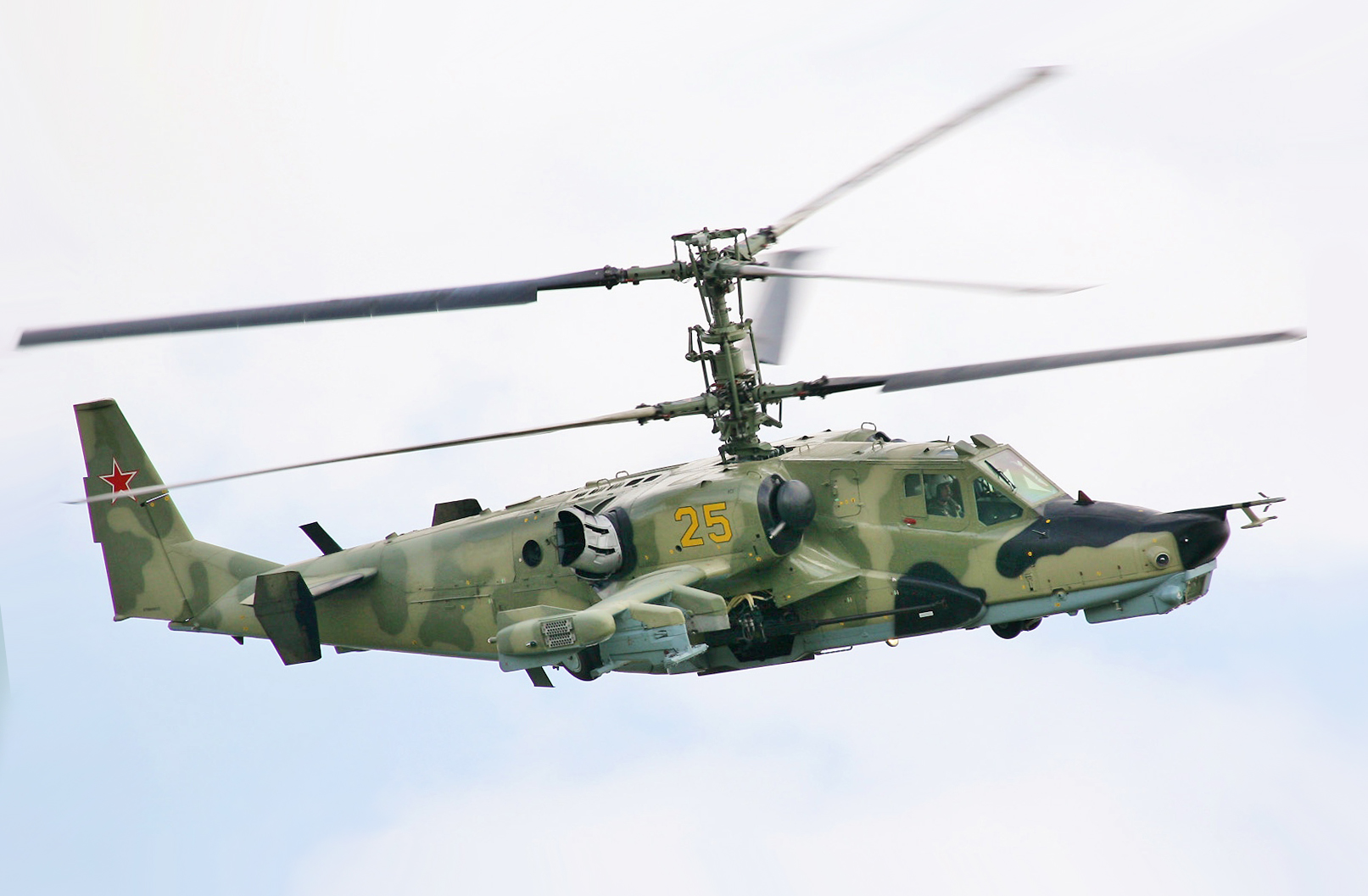
Ка-50
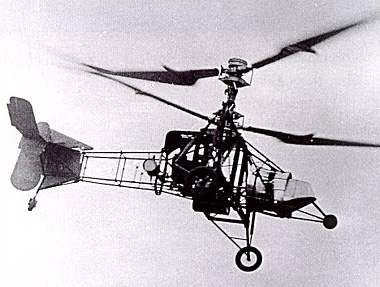
Гіроплан Laboratoire
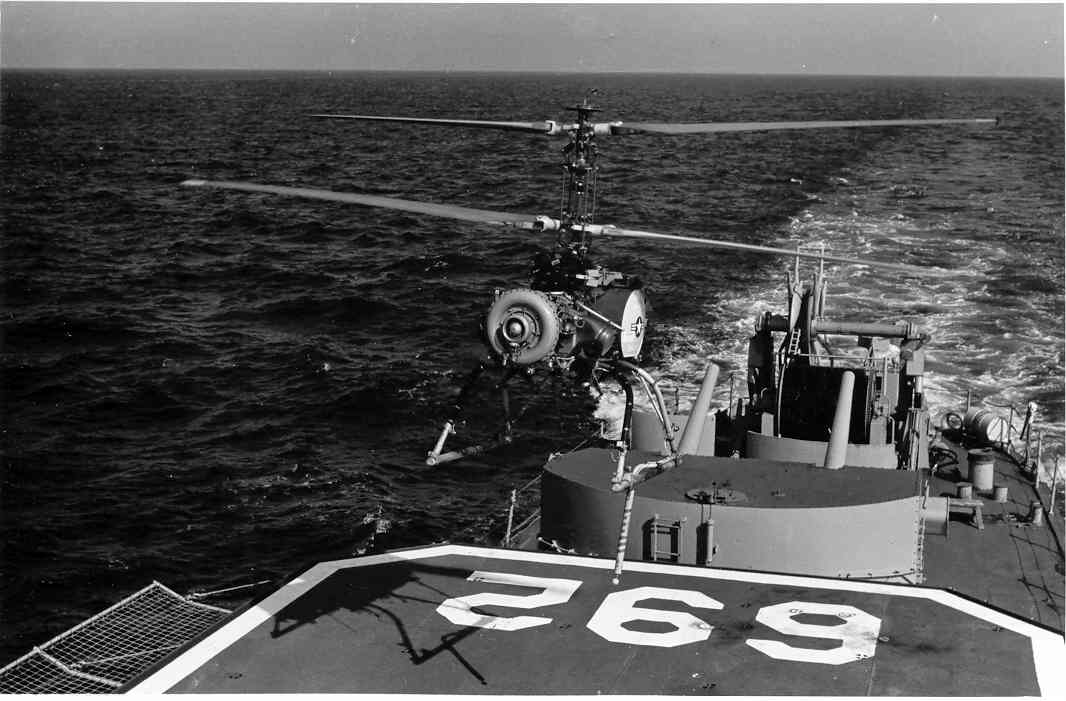
Гіроплан QH-50 DASH
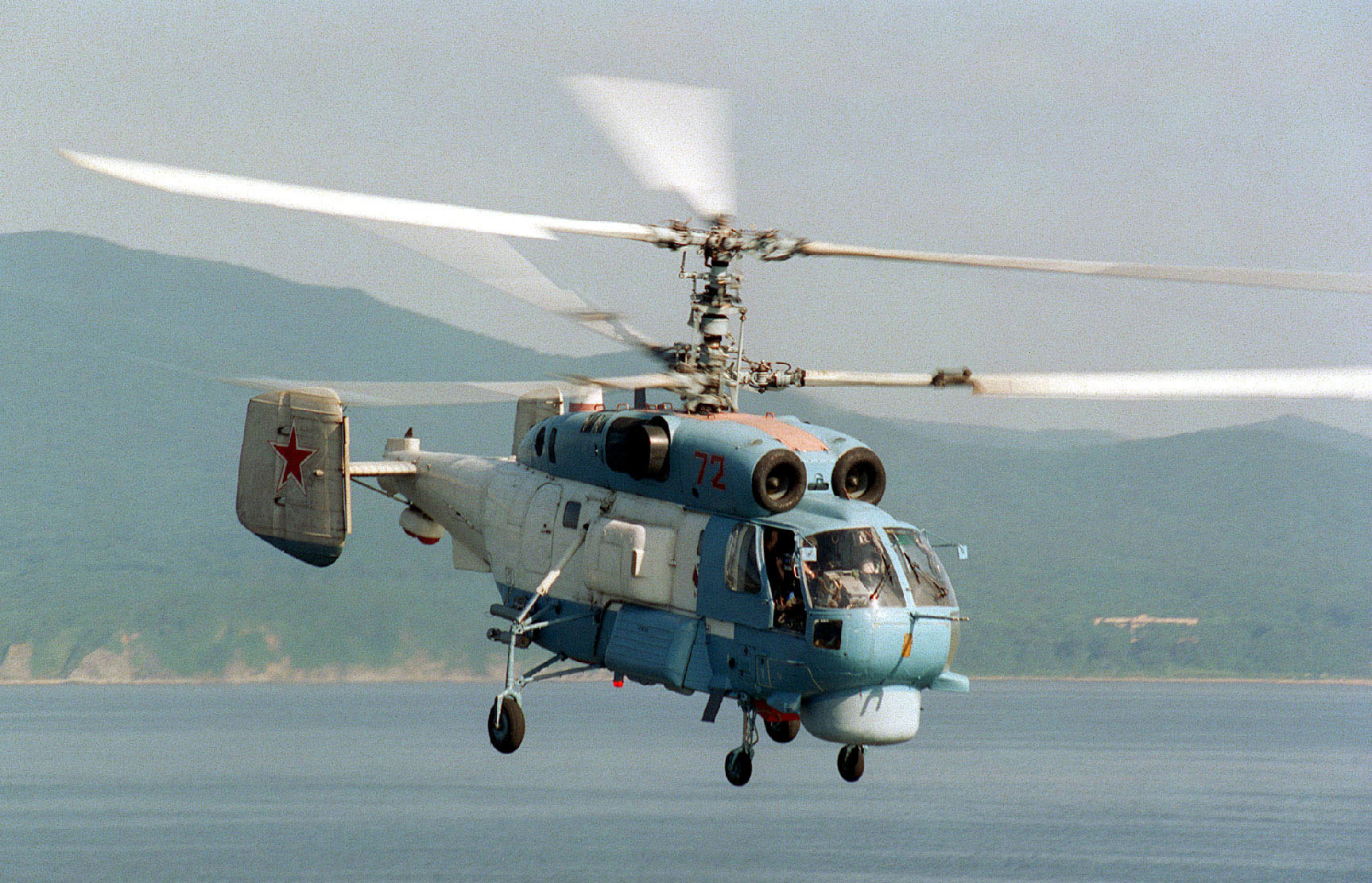
Ка-27
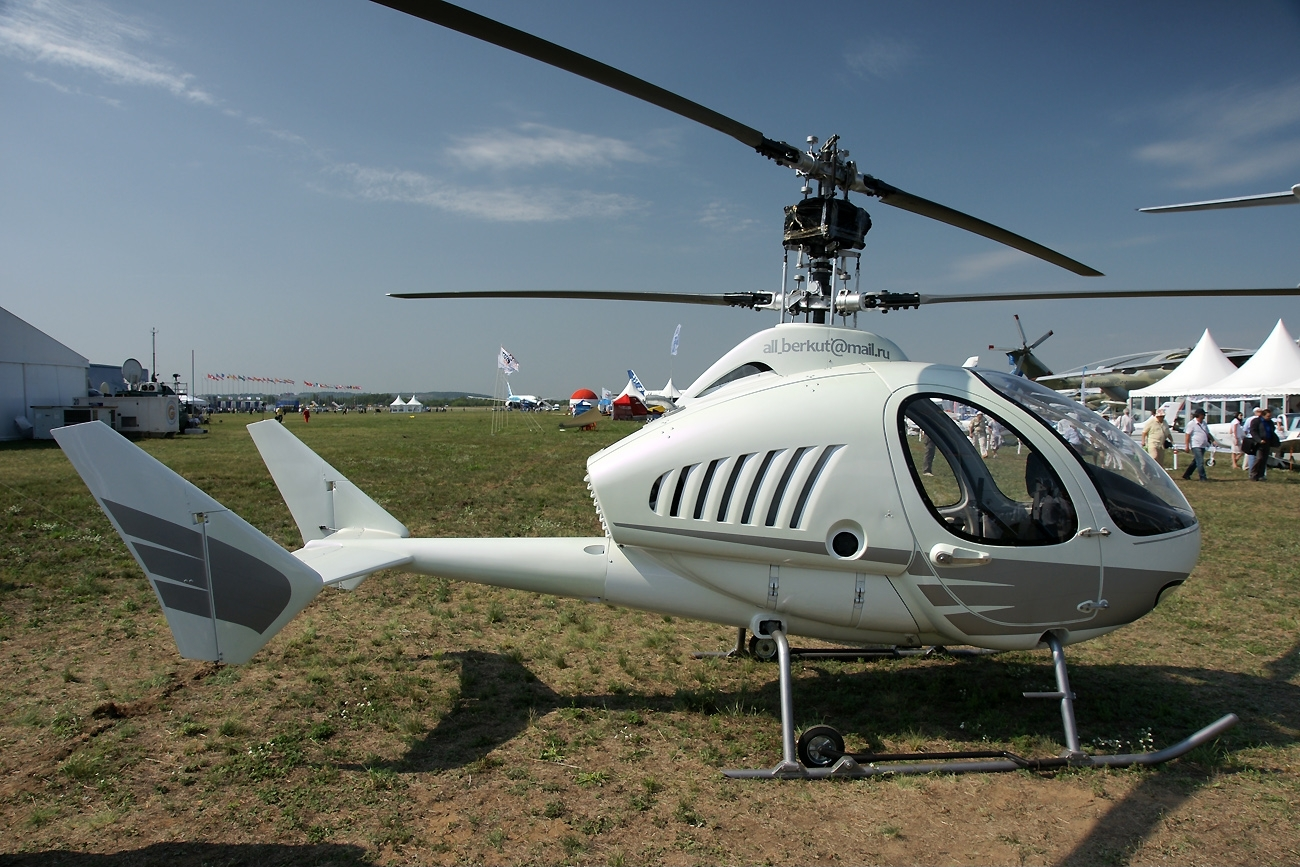
Беркут-ВЛ